# Бардеёв
Ба́рдеёв (словац. Bardejov, укр. Бардіїв, нем. Bartfeld, венг. Bártfa) — небольшой город на востоке Словакии. Второй словацкий город, внесенный в список мирового природного и культурного наследия ЮНЕСКО. Бардеёв древний и один из старейших городов Словакии. Население — около 33 тыс. человек 2023 год.

## История

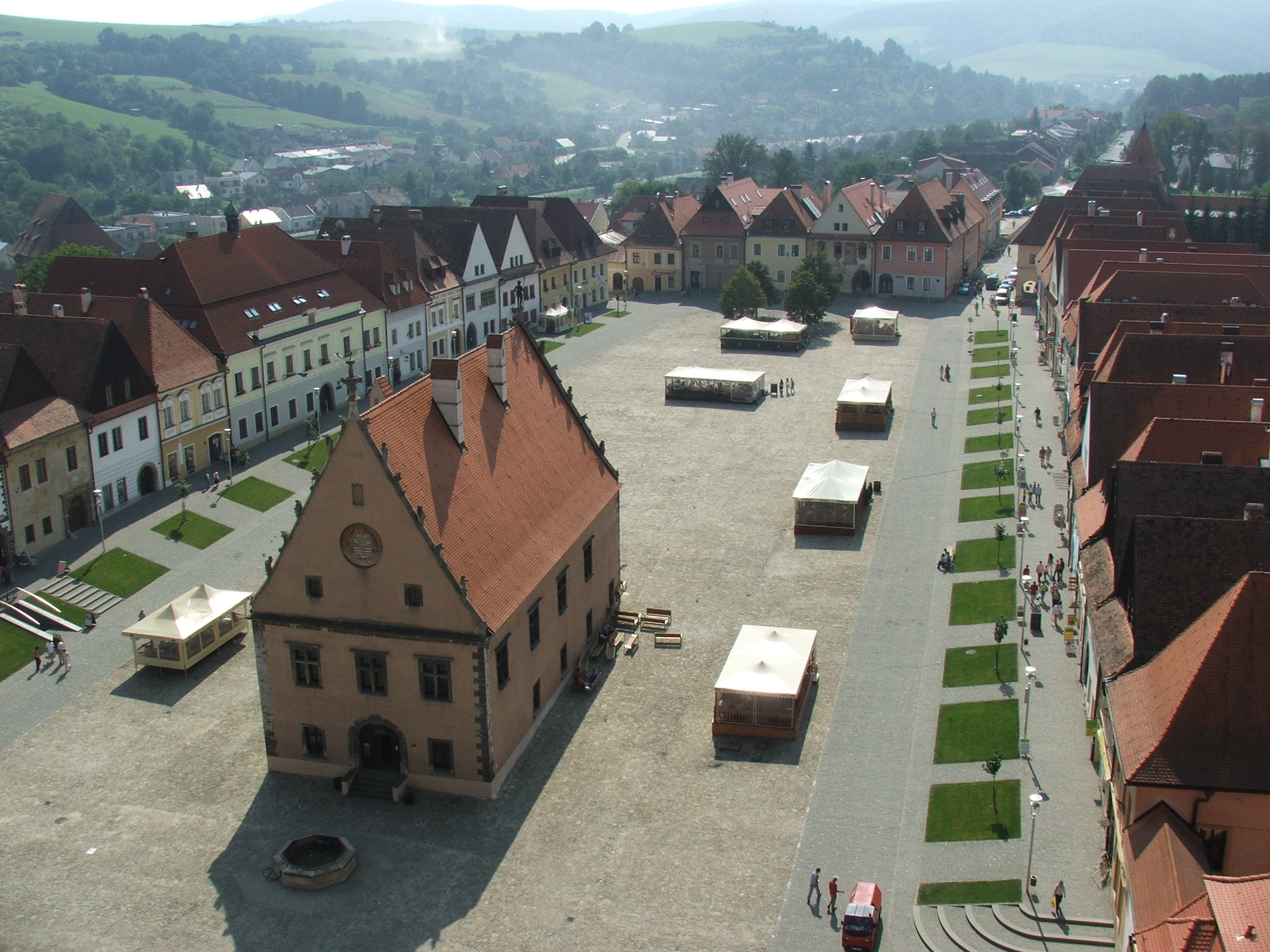
Площадь

Город был впервые упомянут в грамоте венгерского короля Белы IV в 1247 году. Вероятно, город основали немецкие колонисты. В 1376 году король Людовик I Великий даровал городу статус свободного королевского города. С этой поры начался расцвет города, который продолжался до XVI века, когда на Бардеёв обрушились эпидемии, войны, пожары и так город вошёл в полосу длительного упадка.
После Второй мировой войны власти Чехословакии стали снова развивать город. Была проведена индустриализация, много внимания было уделено восстановлению исторических памятников. В 1986 году город получил Европейскую премию за реставрацию исторических памятников и был внесён в список культурного наследия ЮНЕСКО.
Особенностью Бардеёва является то, что четверть населения являются православными и униатами.

## Население
| Год:                | 1994   | 2004    | 2014    | 2024    |
| ------------------- | ------ | ------- | ------- | ------- |
| Количество человек: | 32 800 | 33 400  | 33 060  | 29 788  |
| Разница:            |        | +1,82 % | −1,01 % | −9,89 % |

## Достопримечательности
- Городская крепость
- Городская ратуша
- Готико-ренессансный ансамбль ратушной площади
- Базилика Святого Эгидия
- Минеральные источники «Бардеёвске Купеле»

## Города-побратимы
- Кале, Франция
- Могилёв, Республика Беларусь
- Молде, Норвегия
- Ческа-Липа, Чешская Республика
- Пршеров, Чешская Республика
- Микулов, Чешская Республика
- Тячев, Украина
- Горлице, Польша
- Замость, Польша
- Ясло, Польша
- Крыница-Здруй, Польша